# النوم والمشاعر

تلعب المشاعر دوراً أساسياً في الصحة العقلية بصورة شاملة، ويلعب النوم دوراً هاماً حيوياً في الخفاض على التوازن الأمثل للأداء العاطفي. تؤثر قلة النوم سواء في شكل الحرمان التام من النوم أو تقييده بصورة سلبية على عملية توليد المشاعر والتنظيم الانفعالي والتعبير العاطفي.

## النوم والمشاعر والأمراض النفسية
أنماط قلة النوم هي أعراض بارزة في العديد من الأمراض النفسية، فالأرق يزيد من خطر الإصابة بنوبات الاكتئاب، والحرمان من النوم يؤثر على ظهور الهوس، كما تساهم اضطرابات النوم في بقاء اضطرابات المزاج. وبين مرضى اضطراب ثنائي القطب قد يلعب نقص النوم حافزاً على حدوث نوبة الهوس.
تتأثر أنماط النوم بالاضطرابات السلوكية والعاطفية، كما تتأثر جوانب الرفاه العاطفي والإدراكي بأنماط النوم. قام العلماء بدراسة أثر أنماط قلة النوم على التنظيم الانفعالي لدى أفراد تم تشخيصهم باضطرابات عقلية ( كالاكتئاب والقلق) واضطراب الشخصية الحدية واضطراب ثنائي القطب واضطراب الهلع. تتضمن الأساليب الملاحظة والموضوعية وسلوكية والمقاييس الفسيولوجية للأداء العاطفي.
ترتبط صعوبات تنظيم العاطفة بزيادة أعراض الاكتئاب والقلق واضطراب الشخصية الحدية التي تزداد سوءا بسبب ضعف أنماط النوم. يُعرف تقلب معدل ضربات القلب بالفاصل الزمني بين نبضات القلب وارتباطها بقدرة تنظيم الانفعالات، ففي وقت الراحة العظمى يرتبط معدل ضربات القلب بزيادة قدرة تنظيم الانفعالات وفي وقت الراحة الدنيا يرتبط معدل ضربات القلب بانخفاض قدرة تنظيم الانفعالات. وتشير البيانات الفسيولوجية إلى أن تقلب معدل ضربات القلب يتأثر سلبا بقلة النوم، كما يظهر هذا في مرضى اضطراب الهلع الذين يعانون من ضعف جودة النوم والذي يظهر عليهم زيادة في التثبيط الادراكي بسبب نقص معدل ضربات القلب.[بحاجة لمصدر] كما يظهر أن اختلال تنظيم الانفعال يلعب دور كبير في بقاء اضطراب القلق العام واضطراب الهلع واضطراب الوسواس القهري واضطراب مابعد الصدمة. وفي العموم تلعب قلة النوم دورا في تثبيط الانفعالات لدى المجموعات السريرية المعرضين بالفعل لاختلال انتظام الانفعالات فضلا على إبقاء الحالات النفسية المختلفه من خلال المساهمة في اختلال الاداء العاطفي.

## الأطفال والنمو العاطفي
لقد تم الربط بين العديد من الصفات العاطفيه الهامة التي تنمو في مرحلة الطفولة وبين جودة النوم ومدتة، كالتواصل والتكيف والترابط. وقد اختُلف على إذا ماكان اضطراب النوم يلعب دورا في عملية تردد البكاء، حيث فُسر البكاء على أنه أحد الأشكال المبكرة لاختلال التنظيم السلوكي ولهذا تم ربطه بتنظيم الانفعالات.